# سعيدة عبودة
سعيدة عبودة (مواليد 30 مايو 1963) هي معلمة وكاتبة جزائرية.

## السيرة الذاتية
ولدت سعيدة عبودة في تيمسونين، بلدية إشمول، ولاية باتنة، في منطقة الأوراس. تخرجت في جامعة باتنة - الحاج لخضر بشهادة في اللغة الإنجليزية وحصلت على دبلوم الدراسات المعمقة في النظافة والأمن. تعمل حاليًا معلمة للغة الإنجليزية في باتنة.

## المؤلفات

### روايات وحكايات
- أوراس: رواية تقتفي فيها سعيدة عبودة رحلة شخص شاوي خلال "العشرية السوداء" في الجزائر.[1][2]
- مجموعات شعرية باللغة الأمازيغية، باللغتين الفرنسية والإنجليزية.[3]
- بيتا، كفاح امرأة أوراسية (Betta, le combat d'une aurassiène): رواية تصور مصير امرأة شاوية.[4]
- أوراس تامازيغت (Aurès Tamazight).[5]

## تكريم
كُرمت سعيدة عبودة خلال الدورة الثامنة لمهرجان المسرح الأمازيغي في باتنة، الذي أقيم في المسرح الجهوي بباتنة.